# تیتوس پوپوویچی
تیتوس پوپوویچی (رومانیایی: Titus Popovici؛ ‏ ۱۶ مهٔ ۱۹۳۰ – ۳۰ نوامبر ۱۹۹۴) فیلم‌نامه‌نویس و پدیدآور اهل رومانی بود.
از فیلم‌هایی که وی در آنها نقش داشته‌است، می‌توان به با دست‌های پاک، میرچا، فناناپذیران، آخرین فشنگ، نفرین زمین، نفرین عشق، پیامبر، طلا و اهالی ترانسیلوانی و داس‌ها اشاره کرد.